# Upper Hunter Shire Council
Upper Hunter Shire Council is een Local Government Area (LGA) in de Australische deelstaat New South Wales.